# Дејвис (Јужна Дакота)
Дејвис (енгл. Davis) град је у америчкој савезној држави Јужна Дакота.

## Демографија
По попису из 2010. године број становника је 85, што је 19 (-18,3%) становника мање него 2000. године.
| Група             | 2000.       | 2010.       |
| Белци             | 102 (98,1%) | 85 (100,0%) |
| Афроамериканци    | 0 (0,0%)    | 0 (0,0%)    |
| Азијати           | 0 (0,0%)    | 0 (0,0%)    |
| Хиспаноамериканци | 0 (0,0%)    | 0 (0,0%)    |
| Укупно            | 104         | 85          |